# China Poblana

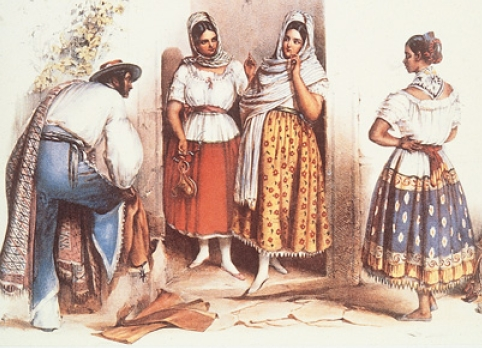
Drei Poblanas mit einem Chinaco. Illustration aus dem 19. Jh.

Als China Poblana bezeichnet man heute eine mexikanische Frau in der typischen Tracht Mexikos, streng genommen war China Poblana jedoch nur der Spitzname der mexikanischen Nonne Catarina de San Juan. Als china bezeichnet man in Mexiko Frauen in der traditionellen Kleidung, poblana bezeichnet die Herkunft aus Puebla. Die China Poblana ist daher in wortwörtlicher Übersetzung einfach nur die traditionelle Frau aus Puebla.

## Legende der China Poblana

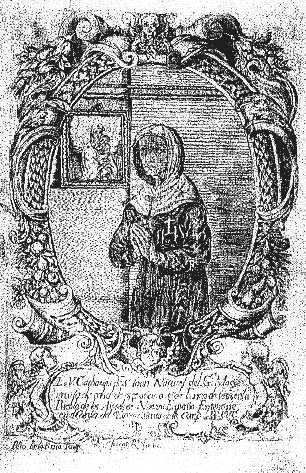
Darstellung der Catarina de San Juan aus dem 17. Jh.

Mirra, eine junge Frau aus Indien, wurde bei einer Seereise nach Neuspanien von Piraten entführt. Sie konnte jedoch fliehen und fand Schutz in einem Jesuitenkloster, wo sie auf den Namen Catarina de San Juan getauft wurde. Sie wurde jedoch erneut entführt und nach Acapulco gebracht. Dort wurde sie als Sklavin an den Poblano Miguel de Sosa verkauft. In dieser Zeit kleidete sich die junge Frau aus Asien mit dem für sie traditionellen Sari und hatte damit vermutlich Einfluss auf den Stil der China Poblana. Nach dem Tod ihres Herrn Miguel de Sosa schloss sie sich erneut einem Kloster an, wo sie Visionen von Jesus Christus und der Jungfrau Maria hatte. Catarina de San Juan starb am 5. Januar 1688 im Alter von 82 Jahren.

## Charakteristika

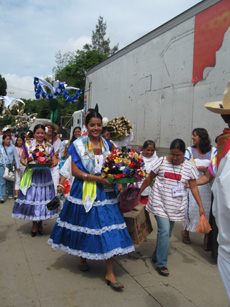
Chinas aus Oaxaca, 2006

Die Kleidung der China Poblana hat sich heute zu einem Stereotyp der mexikanischen Tracht für Frauen entwickelt, obwohl es deutliche regionale Unterschiede in der traditionellen Frauenbekleidung gibt. Die Kleidung geht nicht allein auf Catarina de San Juan zurück, sondern weist auch spanische Elemente aus mehreren Jahrhunderten auf. Die wichtigsten Elemente sind:
- Eine weiße Bluse, die florale Stickereien mit leuchtenden Farben haben kann
- Der Überrock, der sogenannte Castor
- Ein weißer Unterrock, der einen gemusterten Saum hat
- Ein Band, das den Rock um die Hüfte befestigt
- Das Schultertuch, das oft aus einem feinen Stoff gegen die Kälte war, aber auch oft aus einem festeren Stoff, um Lasten auf dem Rücken zu transportieren

## Kultur
Heute gehört die Figur der China Poblana zu den wenigen Figuren Mexikos, die nicht eindeutig mit positiven Eigenschaften (wie z. B. die Adelita) oder eindeutig mit negativen Eigenschaften (wie z. B. die Catrina) belegt sind. Einerseits war die China Poblana eine Provokation, da sie kein Korsett tragen wollte und viel zu aufreizend für die Zeit gekleidet war, auf der anderen Seite ging der Stil auf eine Frau zurück, die lange Zeit als Heilige verehrt wurde.